# Iván Ulchur
Iván Ulchur (Timbio, 1950) es un escritor y columnista colombiano afincado en Quito, Ecuador, donde es profesor de literatura y estudios culturales en la Universidad San Francisco de Quito.

## Biografía
Ha vivido en Quito más de 18 años con su familia. Ha escrito 5 libros, dos de los cuales son ensayos sobre teatro colombiano, Imágenes de la Violencia; Teatro de Enrique Buenaventura, y otro publicado en 1997 sobre manejos del humor en el trabajo de Gabriel García Márquez, Del Humor y Otros Dominios. Dos de sus libros son narraciones cortas y ficticias, pertenecientes al género de microcuento, Muerte Profunda Más Allá de la Ilusión y Magnuscritos.
Su novela más reciente fue Las No Veladas Vidas de Magnus Shorter (Editorial Norma, Ecuador, 2004).
Como columnista ha escrito para dos periódicos ecuatorianos, El Comercio y Hoy.
Obtuvo su Ph.D. en la Universidad de Texas en Austin, en 1987.
Ha enseñado también en el Berea College de Kentucky, (Estados Unidos) y en la Universidad del Cauca, en Popayán (Colombia).